# Guillaume Bigot
Guillaume Bigot, född 2 juni 1502, död omkring 1550, var en fransk författare, läkare och humanist.
Bigot undervisade bland annat i filosofi i Tübingen, där han vid sidan om studerade medicin, grekiska och matematik. Han fick dock lämna Tübingen på grund av en tvist med anhängarna till Philipp Melanchthon och försökte förgäves få en lärostol i Paris. Efter att ha tackat nej till en tjänst vid universitetet i Padua antog ha uppdraget att reorganisera skolan i Nîmes till universitet. Han fick dock lämna denna stad efter att bl.a. anklagats för att inte ha uppfyllt sina arbetsuppgifter, men också för ateism. Denna rättsprocess slutade dock till Bigots fördel. Han fick ett stort skadestånd, men nödgades alltså lämna staden. Bigot flyttade till Montauban och slutligen till Metz där han dog.